# 9-Ball

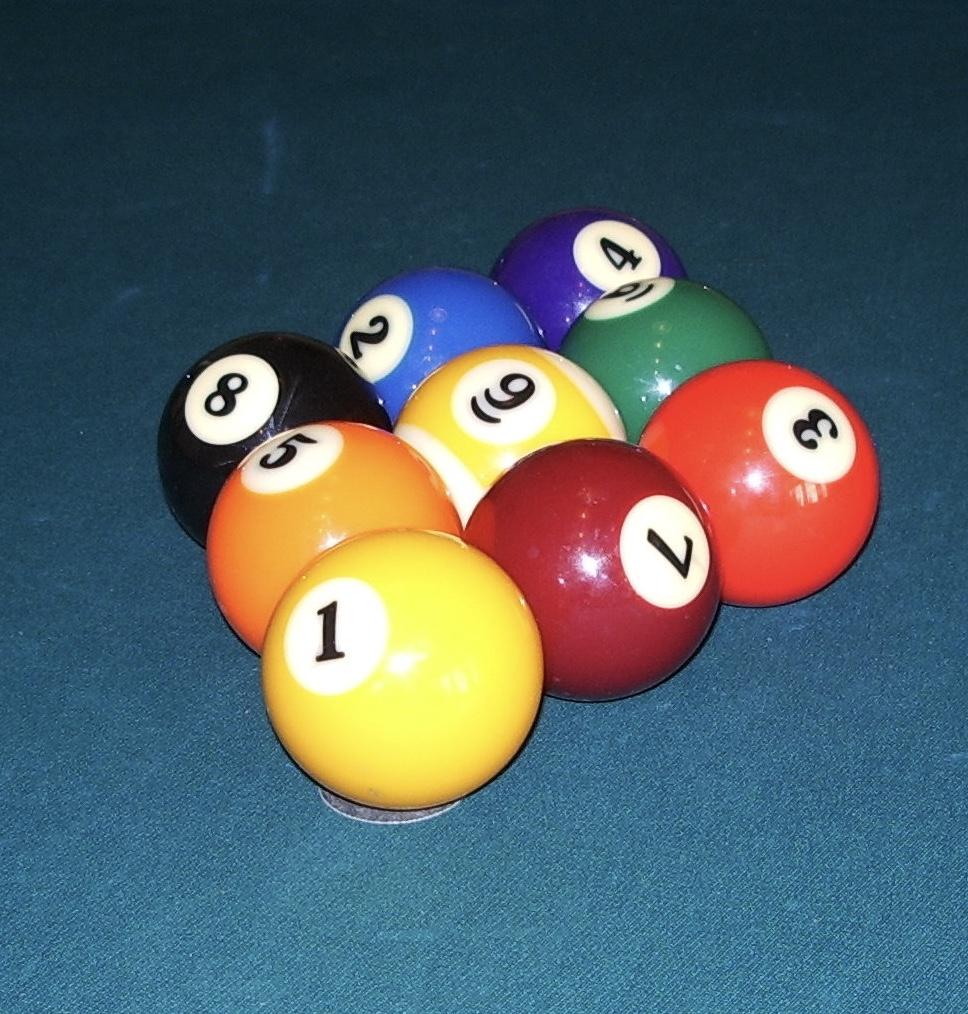
Eine korrekte Anordnung der Objektbälle vor dem Break

9-Ball ist eine Disziplin des Poolbillards, bei der mit neun durchnummerierten Objektbällen und einem Spielball, der „Weißen“, auf einem Poolbillardtisch gespielt wird. Bei jedem Stoß muss die Kugel mit der niedrigsten Zahl zuerst angespielt werden. Es gewinnt der Spieler, der die Kugel mit der Nummer 9 zuerst korrekt versenkt oder den Gegner zu drei Fouls in Folge zwingt.

## Regeln
Im Gegensatz zum 8-Ball, 10-Ball und 14/1 endlos ist 9-Ball kein Ansagespiel. Das bedeutet, man muss nicht vor dem Stoß ansagen, welche Kugel in welche Tasche gespielt wird. So ist auch nach ungewollten Glückstreffern eine Fortsetzung möglich, man darf also weiterspielen.
Um an der Aufnahme zu bleiben, muss man mindestens einen Objektball lochen und darf dabei kein Foul begehen.
Wenn der Gegner ein Foul begeht, hat man grundsätzlich „Ball in Hand“ (freie Lageverbesserung) auf dem ganzen Tisch, d. h., man darf den Spielball an eine beliebige Stelle des Tisches legen und von dort aus in eine beliebige Richtung weiterspielen. Ausgeschlossen ist allein  das Anlegen an einen anderen Objektball („press“).

### Aufbau und Break
Die Objektbälle werden zu Beginn im Rhombus aufgebaut. Vorgegeben ist nur, dass der Objektball mit der Nummer 1 vorn, die 9 in der Mitte und die übrigen Kugeln ohne erkennbares System liegen. Der beginnende Spieler hat das Recht, die Position des Spielballs innerhalb des Kopffeldes (oberes Viertel des Tisches) zu wählen.
Beim Break muss die vorderste Kugel – also die 1 – zuerst getroffen werden. Außerdem müssen mindestens drei der Objektbälle die Kopflinie überqueren. Diese Zahl verringert sich um die Anzahl der Bälle, die beim Break gelocht werden (Kitchen rule). Wird z. B. nur ein Objektball gelocht und einer quert die Kopflinie, ist der Gegner an der Reihe, wird aber nicht als Foul gewertet (Ball in Hand). Wird ohne Kitchen rule gespielt, müssen mindestens 4 Objektbälle eine Bande berühren. Andernfalls kann der Gegner entweder die Lage übernehmen oder den Neuaufbau einfordern und hierbei auch über das Anstoßrecht entscheiden. Fällt jedoch einer oder mehrere Objektbälle, bleibt der Spieler, der angestoßen hat, am Tisch und darf weiterspielen.
Fällt beim Break eine Kugel vom Tisch, ist dies ein Foul. Versenkte Kugeln 1 bis 8 bleiben in diesem Fall in den Taschen und werden nicht wieder aufgesetzt. Die 9 hingegen kommt zurück ins Spiel und wird auf den Fußpunkt bzw. von der Fußbande aus gesehen so nahe wie möglich an diesen gelegt. In jedem Fall hat der gegnerische Spieler „Ball in Hand“.
Sollte es einem Spieler gelingen, die 9 direkt beim Eröffnungsstoß zu versenken, gilt dies als „Ass“ und das Spiel ist sofort gewonnen, vorausgesetzt, dass der Spielball auf dem Tisch geblieben ist und auch sonst kein Foul vorliegt.
Wie beim 8-Ball ist auch beim 9-Ball das Break von enormer Bedeutung. Topspieler haben eine große Chance auf einen „Ausschuss“, bei dem sie den Gegner nicht mehr zum Stoß kommen lassen.

### Push Out
Derjenige Spieler, der unmittelbar nach einem korrekten Eröffnungsstoß an der Aufnahme ist, kann einen „Push Out“ ansagen. Das bedeutet, er kann nun einen freien Stoß ausführen und seinen Gegner dann vor die Wahl stellen, das Bild zu übernehmen oder nicht. Beim Push Out muss nicht zwingend ein Objektball angespielt oder eine Bande angelaufen werden. Es darf auch eine beliebige Kugel auf dem Tisch direkt angespielt und versenkt werden. Alle anderen Foul-Möglichkeiten bleiben jedoch vorhanden.
Der Push Out ist eine taktische Variante, die in der Regel nur dann angewendet wird, wenn der zu spielende Objektball nicht direkt zu treffen ist.
Wird beim Push Out eine Kugel gelocht, verbleibt sie in der Tasche und wird nicht wieder aufgebaut. Lediglich die 9 kommt auf den Fußpunkt zurück, sollte sie beim Push Out versenkt worden sein, etwa aus strategischen Gründen.

### Wiedereinsetzen von Bällen
In der Disziplin 9-Ball wird keine Objektkugel wieder eingesetzt (Ausnahme: die 9).
Die 9 wird wieder eingesetzt, wenn
1. sie in der Folge eines Fouls gelocht wird
2. bei einem „Push Out“ versenkt oder vom Tisch gespielt wurde.
3. Sie beim Break (Anstoß) gelocht wurde und die Kitchen Rule nicht eingehalten wurde

Beim Wiedereinsetzen wird die 9 auf dem Fußpunkt oder – wenn dieser durch einen anderen Ball belegt ist – dem nächsten freien Platz in Richtung Kopfbande aufgelegt.

### Korrekter Stoß
Für einen korrekten Stoß reicht es aus, den Objektball mit der niedrigsten Nummer auf dem Tisch als Erstes anzuspielen und nach der Kollision mit dem Spielball oder einem Objektball eine Bande zu berühren, oder einen Objektball zu versenken (in diesem Fall muss KEIN Ball eine Bande berühren).

### Fouls
Ein Foul liegt in folgenden Fällen vor:
- Spielkugel fällt in eine Tasche oder springt vom Tisch
- Falsche Objektkugel – Die erste Objektkugel, die von der Spielkugel berührt wird, muss immer die Kugel mit der niedrigsten Nummer sein, die sich noch auf dem Tisch befindet.
- Keine Bande nach der Karambolage
- Kein Fuß auf dem Boden
- Kugel, die vom Tisch springt – Die einzige Kugel, die wieder eingesetzt wird, wenn sie vom Tisch gesprungen ist, ist die 9.
- Berühren der Kugeln
- Durchstoß / Press liegende Kugeln
- Schieben der Spielkugel
- Sich noch bewegende Kugeln
- Freie Lageverbesserung im Kopffeld
- Queue auf dem Tisch
- Spielen ohne Aufnahmeberechtigung
- Zeitspiel (das Zeitlimit überschritten)

Sollten in einem Stoß mehrere Fouls begangen werden, wird dies trotzdem nur als ein Foul gewertet.
Bleibt der Spielball oder ein Objektball direkt auf dem Rand des Tisches liegen, liegt ebenfalls ein Foul vor. Der Ball gilt dann als „vom Tisch gefallen“, da die Banden nicht zur Spielfläche gehören, sondern diese lediglich abgrenzen. Rollt eine Kugel jedoch kurzzeitig über die Bande und kommt wieder auf die Spielfläche zurück, ist der Stoß korrekt.
Sollte eine Tasche bereits so überfüllt sein, dass die herausragenden Kugeln das Spielgeschehen beeinflussen, z. B. den Spielball davon abhalten, in die Tasche zu fallen, liegt ebenfalls ein Foul vor.

### Spielverlust
Spielt ein Spieler in einer Partie drei aufeinanderfolgende Fouls, ohne zwischendurch einen korrekten Stoß auszuführen, so verliert er die Partie. Zwischen dem zweiten und dem dritten Foul muss jedoch eine Warnung vom Schiedsrichter bzw. Gegenspieler erfolgen.

### Extension
Grundsätzlich hat jeder Spieler eine bestimmte Zeit (30 Sekunden bei offiziellen Turnieren) um seinen Stoß durchzuführen. Ein einziges Mal kann er zusätzliche 30 Sekunden einfordern, er muss dies aber dem Schiedsrichter mitteilen.

## Taktik
Das Stellungsspiel ist wichtig, um den weiteren Spielverlauf zu bestimmen. Fehler auf die letzten drei Kugeln bedeuten oft schon den Verlust eines Spiels. 9-Ball ist ein Spiel, in dem man sich kaum Fehler erlauben darf, da man sonst selten wieder eine gute Chance bekommt. Oft wird auf Turnieren mit „Wechselbreak“ gespielt, damit Spitzenspieler nicht mehrere Partien vom Break an bestimmen. Wechselbreak bedeutet, dass man unabhängig davon, ob man eine Partie gewinnt oder verliert, immer im Wechsel anstößt.